# Colletes salsolae
Colletes salsolae är en biart som beskrevs av Cockerell 1934. Colletes salsolae ingår i släktet sidenbin, och familjen korttungebin. Inga underarter finns listade i Catalogue of Life.